# Futbol Club Ordino
El Futbol Club Ordino és un equip de futbol d'Andorra de la parròquia d'Ordino. Va ser fundat l'any 2010 i juga en la Primera Divisió d'Andorra.

## Història
El Futbol Club Ordino es va fundar l'1 de setembre del 2010 a la ciutat d'Ordino i va ser admès en la Lliga d'Andorra en la temporada 2012-13, aconseguint l'ascens aquesta mateixa temporada. En la temporada 2014/2015 va deixar fora al FC Lusitans en quarts de final de la Copa Constitució, i va accedir a les semifinals sent eliminats pel llavors campió de lliga, l'FC Santa Coloma amb una derrota de 3-4 a favor dels colomencs. En la temporada 2016/2017 accedeix a la semifinal de la Copa Constitució per segona vegada en la qual van ser eliminats pel campió de lliga, FC Santa Coloma després de perdre 0-6. Aquesta mateixa temporada baixen a Segona en el playoff amb un global de 3-5 davant del Penya Encarnada d'Andorra. En la temporada 2017/18 l'equip torna a Primera quedant en primera posició.

## Palmarès
- Segona Divisió d'Andorra: 2 (2012/13, 2017/18)

## Temporada a temporada
| Temporada | Divisió         | Posició | Copa Constitució |
| --------- | --------------- | ------- | ---------------- |
| 2012-13   | Segona Divisió  | 1º      | Quarts de final  |
| 2013-14   | Primera Divisió | 5º      | Quarts de final  |
| 2014-15   | Primera Divisió | 5º      | Semifinals       |
| 2015-16   | Primera Divisió | 6º      | Quarts de final  |
| 2016-17   | Primera Divisió | 7º      | Semifinals       |
| 2017-18   | Segona Divisió  | 1º      | Primera ronda    |
| 2018-19   | Primera Divisió | 5º      | Primera ronda    |